# Der Gang in die Nacht
Der Gang in die Nacht is een Duitse dramafilm uit 1921 onder regie van Friedrich Wilhelm Murnau. Destijds werd de film in Nederland uitgebracht onder de titel Doode oogen.

## Verhaal
Dokter Egil Börne laat zijn verloofde Helene staan voor de danseres Lily. In een klein visserdorpje voert hij een succesvolle oogoperatie uit op een schilder, die langzaamaan blind aan het worden is. Na de operatie bekent Lily dat zij en de schilder geliefden zijn. Ze gaat er vervolgens met de schilder vandoor. Jaren later komt Lily terug naar dokter Börne. Ze smeekt hem om de schilder opnieuw te opereren.

## Rolverdeling
| Acteur                  | Personage       |
| ----------------------- | --------------- |
| Olaf Fønns              | Dr. Eigil Börne |
| Erna Morena             | Helene          |
| Conrad Veidt            | schilder        |
| Gudrun Bruun Stephensen | Lily            |